# سینه ابراهیم

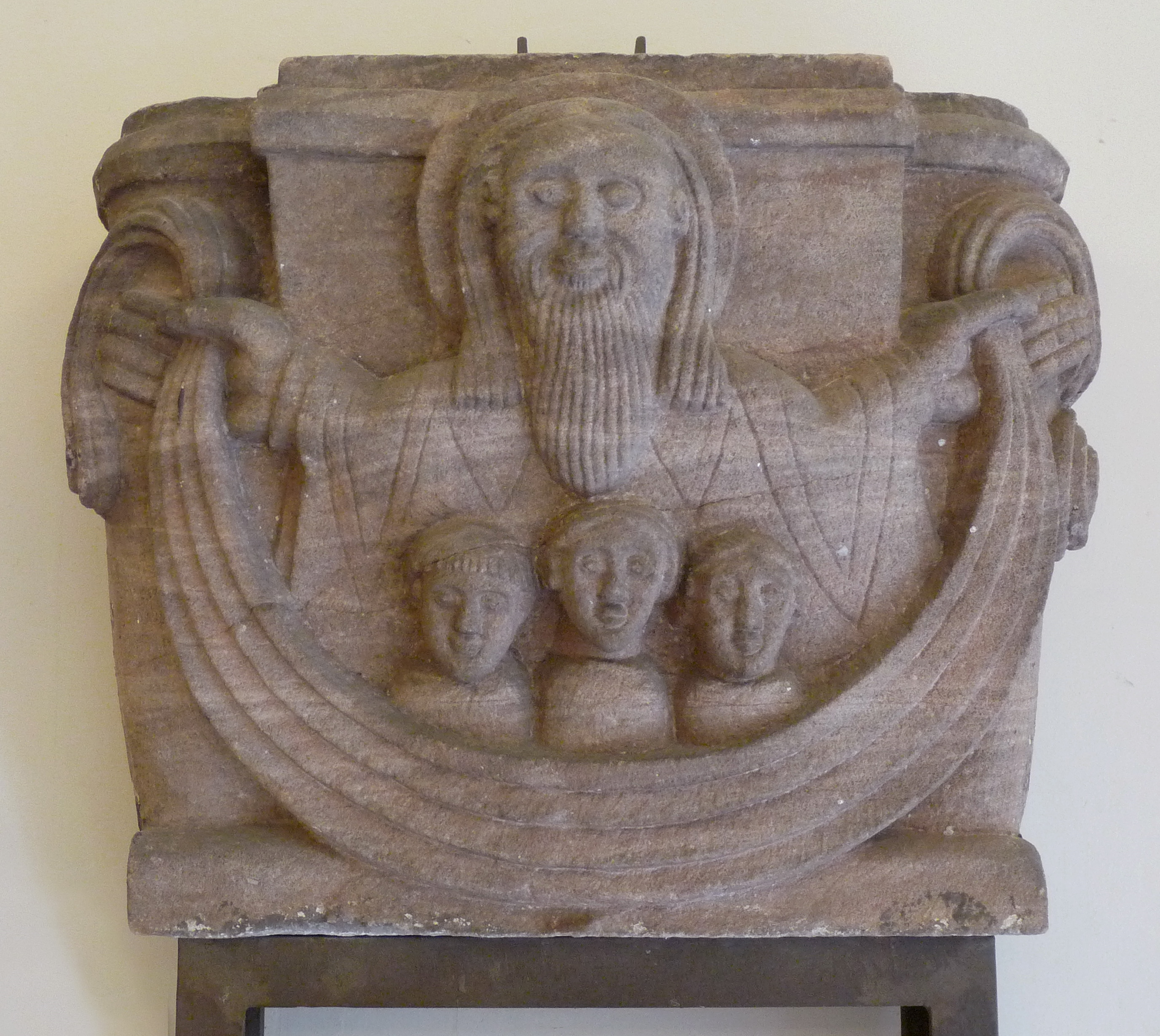
سینه ابراهیم، سرستون هنر رمانسک

سینه ابراهیم (انگلیسی: Bosom of Abraham) به مکان آسایش در کتاب مقدس شئول (یا هادس در نسخه یونانی هفتادگانی از متون مقدس عبری مربوط به حدود ۲۰۰ سال قبل از میلاد مسیح اشاره دارد و بنابراین در عهد جدید شرح داده شده‌است جایی که در آن مردگان عادل قبل از رستاخیز عیسی ساکن هستند.
این عبارت و مفهوم در هر دو دین یهودیت و مسیحیت و هنر دینی یافت می‌شود.